# Cnephasia stephensiana
The Grey Tortrix (Cnephasia stephensiana) là một loài bướm đêm thuộc họ Tortricidae. Loài này có ở the Palearctic ecozone, và has also been recorded from Canada.
Sải cánh dài 18–23 mm. Con trưởng thành bay từ tháng 5 đến tháng 8.

## Hình ảnh

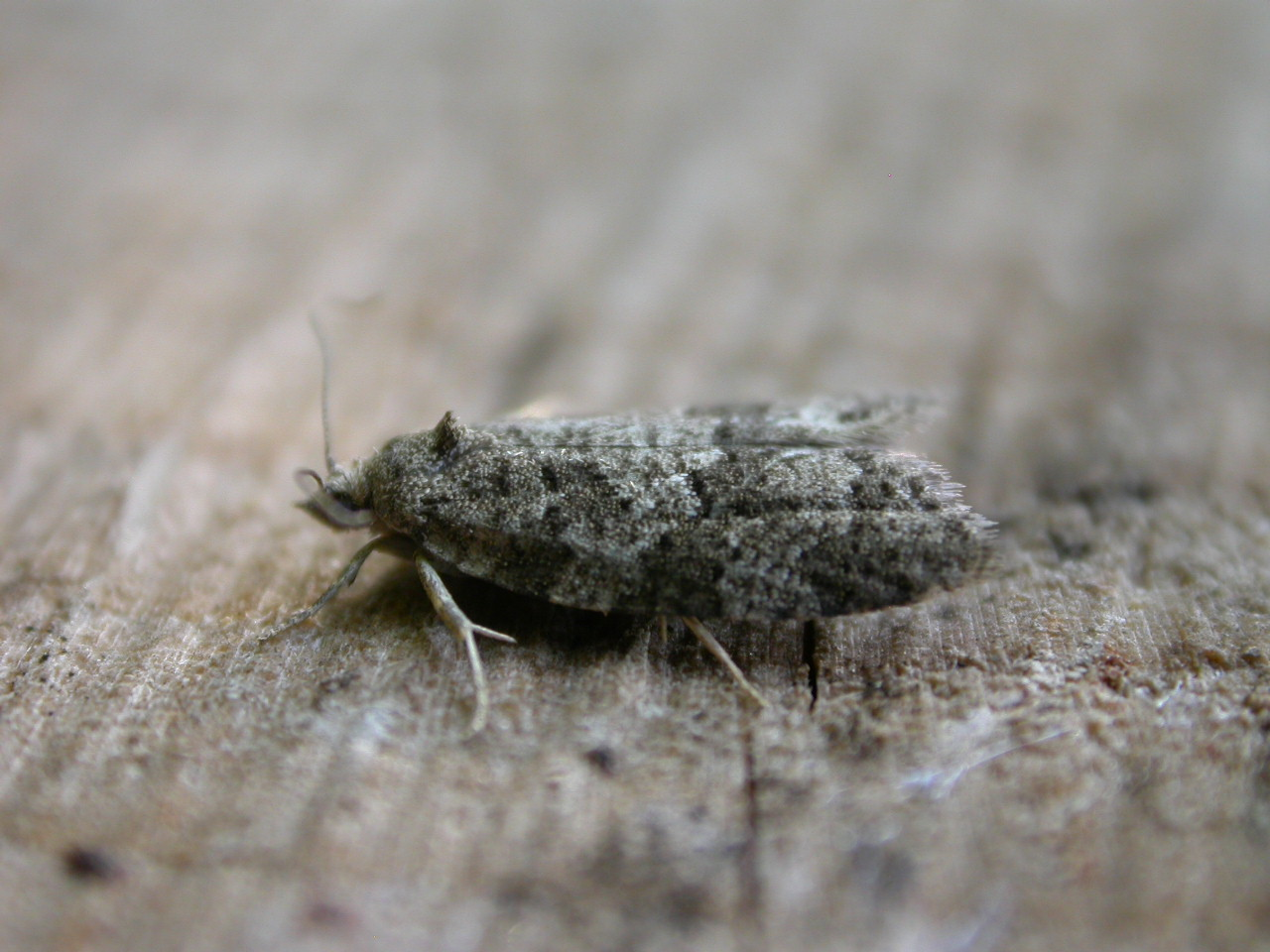
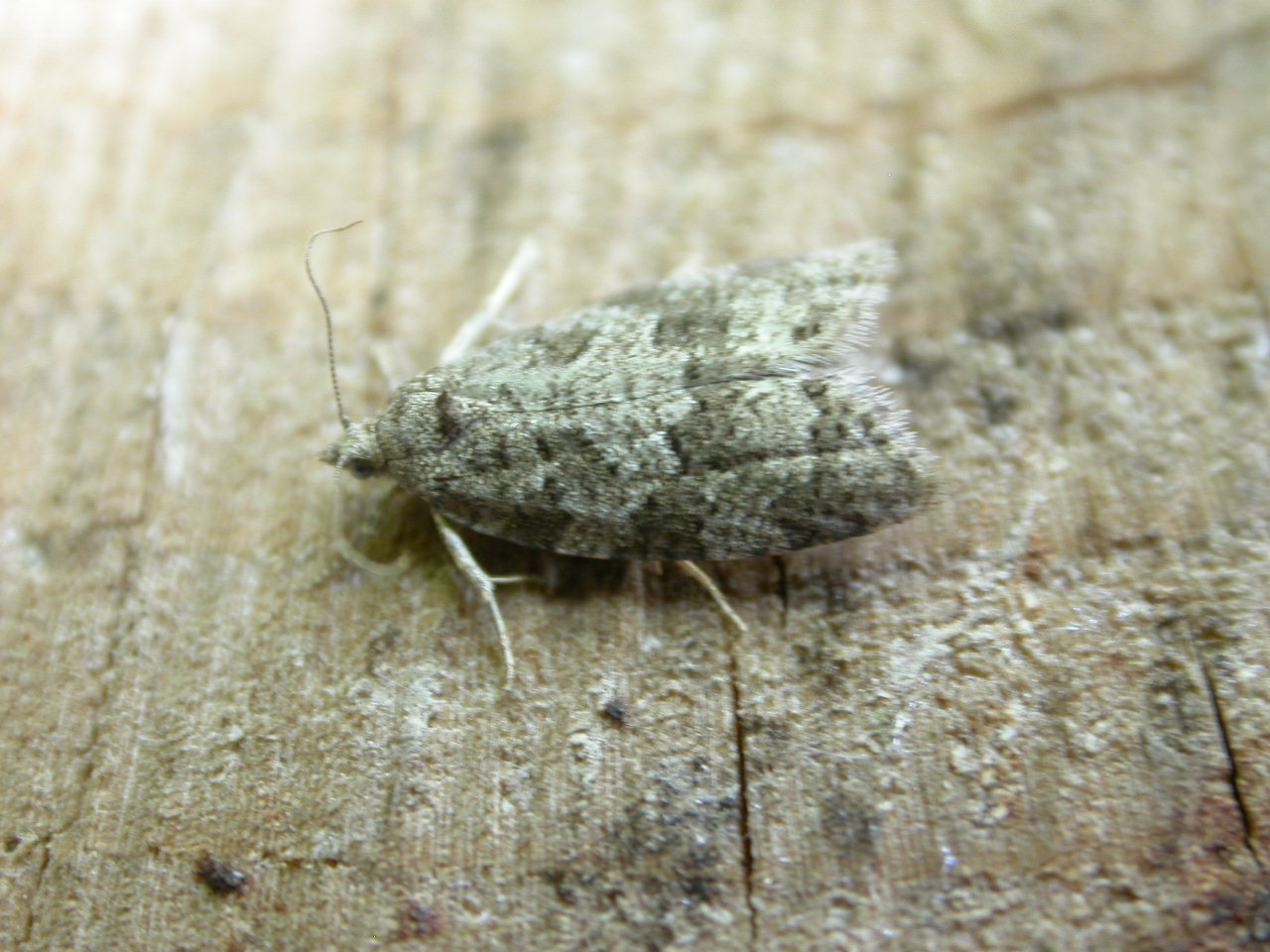
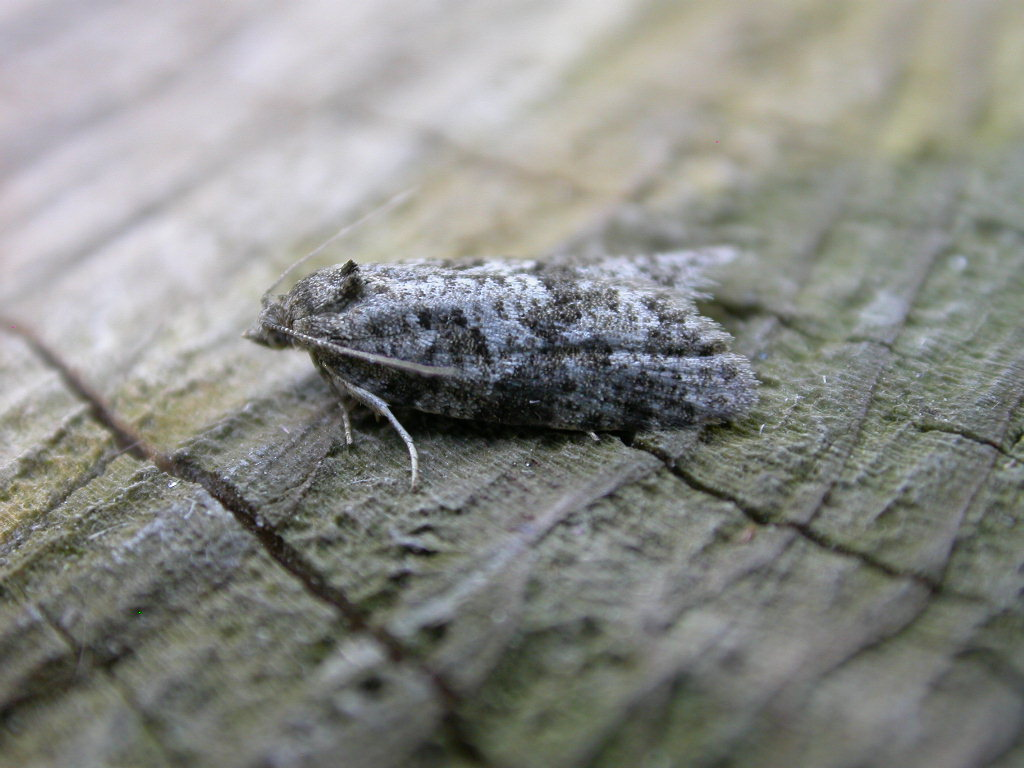